# Joris Chamblain

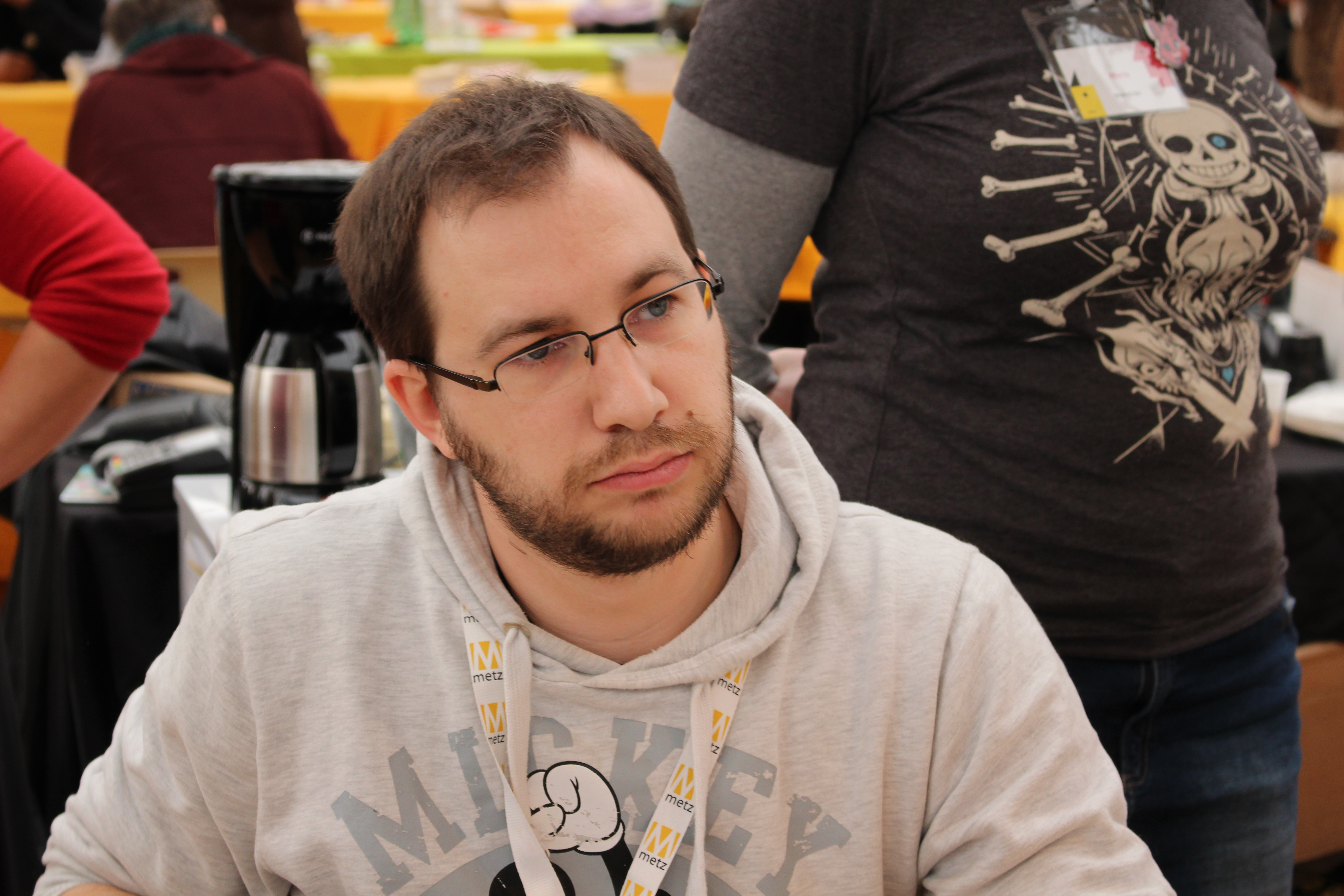
Joris Chamblain, 2016

Joris Chamblain (* 29. Januar 1984) ist ein französischer Comicautor.

## Leben
Schon sehr früh beschloss Chamblain Comicautor zu werden und als Jugendlicher machte er bereits erste Erfahrungen. An seinen Versuchen konnte man erkennen, dass er definitiv besser als Comicautor geeignet ist. 2009 beginnt er an der Serie Ciboulot zu arbeiten. Ein Jahr später veröffentlicht er dann sein erstes Album mit dem Titel La recherche d'emploi in Zusammenarbeit mit Tyffen Guerveno und Hélène Lenoble. Heute widmet er seine ganze Zeit den Szenarios von Comics. Die aktuelle Serie, an der er arbeitet, ist Yakari. Bereits in Band 39 Der Tag des Schweigens schreibt er mit Job die Geschichte. Ab Band 40 übernimmt er voraussichtlich komplett das Szenario von Yakari.

## Werke
- 2010: Ciboulot
- Seit 2012: Carnets de Cerise
- 2013–2015: Sorcières sorcières
- 2014: Filles de Soleil
- 2015–2016: Enola
- Seit 2015: Nanny Mandy
- Seit 2016: Yakari